# 연화 (북위)
연화(延和)는 중국 북위(北魏) 태무제(太武帝)의 세 번째 연호이다. 432년에서 435년 정월까지 3년 1개월 동안 사용하였다.
같은 시기에 사용된 다른 연호로는 북량(北凉)에서 사용한 의화(義和 : 431년 ~ 433년), 영화(永和 : 433년 ~ 439년), 북연(北燕)에서 사용한 태흥(太興 : 431년 ~ 436년), 송(宋)에서 사용한 원가(元嘉 : 424년 ~ 453년)가 있다.

## 개원
연화(延和) 원년 1월 1일(432년 2월 17일)에 연화(延和)로 개원함.

## 연대대조표
| 연화                | 원년           | 2년                 | 3년        | 4년        |
| 서력                | 432년          | 433년               | 434년      | 435년      |
| 육십간지 (六十干支) | 임신(壬申)     | 계유(癸酉)          | 갑술(甲戌) | 을해(乙亥) |
| 북량 (北凉)         | 의화(義和) 2년 | 3년 영화(永和) 원년 | 2년        | 3년        |
| 북연 (北燕)         | 태흥(太興) 2년 | 3년                 | 4년        | 5년        |
| 송 (宋)             | 원가(元嘉) 9년 | 10년                | 11년       | 12년       |

## 같이 보기
- 다른 왕조의 같은 연호
  - 당(唐) 연화(712년)
- 중국의 연호

| 이전 연호 신가(神䴥) | 중국의 연호 북위(北魏) | 다음 연호 태연(太延) |